# Fausto Gaibor García
Fausto Feliciano Gaibor García (ur. 24 stycznia 1952 w Guaranda, zm. 4 czerwca 2021 w Tulcán) – ekwadorski duchowny rzymskokatolicki, w latach 2011–2021 biskup Tulcán.

## Życiorys
Święcenia kapłańskie przyjął 24 stycznia 1981 i został inkardynowany do diecezji Guaranda. Pracował przede wszystkim jako duszpasterz w stolicy diecezji, był także m.in. dyrektorem diecezjalnej rozgłośni radiowej oraz kanclerzem kurii.
31 października 2006 papież Benedykt XVI mianował go biskupem pomocniczym Riobamby ze stolicą tytularną Naraggara. Sakry biskupiej udzielił mu 2 grudnia 2006 ówczesny ordynariusz Riobamby, Victor Alejandro Corral Mantilla.
3 maja 2011 został mianowany biskupem Tulcán.